# Mubadala Investment Company
Mubadala Investment Company (араб. شركة مبادلة للاستثمار, англ. Mubadala) — еміратська державна холдингова компанія, яку можна віднести до фондів національного добробуту. Створена в січні 2017 року внаслідок об'єднання Mubadala Development Company та International Petroleum Investment Company і повністю належить уряду Абу-Дабі в Об'єднаних Арабських Еміратах.
Завдання полягає у сприянні диверсифікації економіки Абу-Дабі. Основна увага приділяється управлінню довгостроковими інвестиціями, спрямованими на забезпечення високої фінансової віддачі та відчутних соціальних благ для емірату.

## Історія
У 1984 уряд Абу-Дабі заснував перший суверенний фонд International Petroleum Investment Company (IPIC) для вкладення коштів від видобутку нафти в інвестиції, які зможуть забезпечити майбутнє мешканців емірату, коли нафтові запаси закінчаться. Фонд спеціалізувався на енергетичній галузі.
У 2002 створено другий суверенний фонд Mubadala Development Company. Якщо IPIC спочатку призначався для управління нафтовими активами емірату за кордоном, то Mubadala Development Company був створений для вкладення в нові галузі та диверсифікації економіки емірату.
У 2016 еміратом Абу-Дабі ухвалено рішення про об'єднання IPIC та Mubadala Development Company.
У січні 2017 об'єднання завершено, і під управлінням нового фонду опинилися активи вартістю 125 млрд доларів, що поставило його на 14-й рядок найбільших суверенних фондів світу на той момент.
За підсумками 2019 активи фонду перевищили 232 млрд доларів США, річний прибуток перевищив 14 млрд доларів США, а портфель інвестицій був представлений компаніями у 50 країнах світу.
У грудні 2021 придбала 1,9%-ну частку в російському Сибурі за 500 млн доларів, виходячи з оцінки вартості продавця в рамках приєднання холдингу ТАІФ.